# Nippon Badminton Kyōkai
Der Nippon Badminton Kyōkai (jap. 日本バドミントン協会, engl. Nippon Badminton Association, kurz NBA) ist die oberste nationale administrative Organisation in der Sportart Badminton in Japan. Der Verband wurde im März 1946 gegründet.

## Geschichte
Badminton wurde in Japan erstmals kurz nach dem Ersten Weltkrieg gespielt. In den 1930er Jahren gab es Badmintonaktivitäten in Yokohama, wo 1937 ein Klub in der YMCA gegründet wurde. Fünf Jahre nach der Gründung des japanischen Verbandes wurde er im März 1952 Mitglied in der Badminton World Federation, damals als International Badminton Federation bekannt. Der NBA wurde 1959 ebenfalls Gründungsmitglied im kontinentalen Dachverband Badminton Asia Confederation, damals noch unter dem Namen Asian Badminton Confederation firmierend. Die japanischen Meisterschaften werden seit 1947 ausgetragen, die Japan Open seit den 1970er Jahren.

## Bedeutende Veranstaltungen, Turniere und Ligen
- Japan Open
- Japanische Badmintonliga
- Japanische Badmintonmeisterschaft
- Japanische Badminton-Erwachsenenmeisterschaft
- Japanische Badminton-Grundschulmeisterschaft
- Japanische Badminton-Juniorenmeisterschaft
- Japanische Badminton-Lehrermeisterschaft
- Japanische Badminton-Mannschaftsmeisterschaft
- Japanische Badminton-Oberschulmeisterschaft
- Japanische Badminton-Mittelschulmeisterschaft
- Japanische Badminton-Seniorenmeisterschaft
- Japanische Badminton-Studentenmeisterschaft
- Osaka International
- Akita Masters

## Bedeutende Persönlichkeiten
- Tamisuke Watanuki, Präsident
- Hirotoshi Honda, ehemaliger Präsident